# 象魮
象魮（学名：Barbus elephantis）為輻鰭魚綱鯉形目鯉科魮屬的其中一個種。該物種於1907年由乔治·亚伯特·布兰洁描述，分布於非洲南非德蘭士瓦的淡水流域，體長可達15.5公分。

## 扩展阅读
維基物種上的相關：象魮